# Chamaemyia juncorum
Chamaemyia juncorum är en tvåvingeart som först beskrevs av Fallen 1823.  Chamaemyia juncorum ingår i släktet Chamaemyia och familjen markflugor. Arten är reproducerande i Sverige. Inga underarter finns listade i Catalogue of Life.